# 8 أ ويت
 8 أ ويت  شركة فرنسية متخصصة في السوبرماركت، تأسست سنة 1977 من طرف بروموديس، وهي تابعة لمجموعة كارفور منذ 1999.

## المحلات
في يوليو 2014 كان للشركة 456 نقطة بيع بفرنسا، بمساحة تتراوح ما بين 70 متر مربع و 400 متر مربع.

## وصلات خارجية
لم يتم العثور على روابط لمواقع التواصل الاجتماعي.